# Capella (ster)
Capella (alpha Aurigae) is een dubbelster en de helderste ster van het sterrenbeeld Voerman (Auriga). Capella is een van de helderste sterren die aan de hemel te zien zijn. De ster is ook bekend onder de naam Alhajoth. De naam Capella betekent "geitje". De ster is circumpolair en te vinden in de buurt van de poolster.
Capella maakt deel uit van de Hyadengroep en van de Winterzeshoek.

## Dubbelster
Aangezien een zwakke ster (PMSC 05093+4553) in de buurt van Capella vroeger werd opgevat als deel van een dubbelster en de naam Capella B kreeg dragen de componenten van de dubbelster de namen alpha Aur Aa en alpha Aur Ab. Omdat beide componenten dicht bij elkaar staan is het pas vrij recent mogelijk gebleken de twee te onderscheiden door middel van interferometrie en de Hubble ruimtetelescoop. De afstand tussen beide componenten bedraagt gemiddeld 0,72 AE en de periode van het stelsel bedraagt 104 dagen.